# Uguccione Aldobrandeschi
Uguccione Aldobrandeschi (... – prima del 1152) è stato un nobile italiano, conte della dinastia degli Aldobrandeschi.

## Biografia
Uguccione era figlio del conte Malagaglia e della contessa Lupa, figlia di un Soffredo; la sua attività è documentata a partire dal 1137.
Nel 1137 la città di Grosseto venne assediata dall'esercito di Enrico di Baviera, rea di non aver pagato i dovuti tributi, come informa l'Annalista Saxo; è stato tuttavia ipotizzato che obiettivo dell'attacco fossero non i cittadini grossetani, quanto gli stessi conti Aldobrandeschi: una volta caduto il «castrum munitissimum», presumibilmente la fortificazione originaria del castello aldobrandesco, pare infatti che i grossetani avessero rinunciato a difendere una seconda fortificazione, ovvero quella a difesa del borgo che era sorto intorno alla rocca. Ciò può anche essere ricollegato alla decisione, avvenuta l'anno successivo, di trasferire la sede vescovile rosellana proprio a Grosseto da parte di papa Innocenzo II, che era presente all'assedio, forse anche come segno di gratitudine verso i cittadini.
Sempre nel 1137 confermò al monastero di Sant'Ambrogio di Montecellese la donazione effettuata dai suoi genitori del convento della Santissima Trinità alla Selva. Nel giugno 1138 stipulò un accordo con Firenze, promettendo di proteggere i fiorentini «per totam suam terram et aquam et suumdistrictum»; affidò inoltre in garanzia al vescovo di Firenze i castelli di Colle di Val d'Elsa, Rocca Sillana e di Trèmoli.
Gli anni del suo comitato furono caratterizzati da un indebolimento dell'autorità del conte, che fu costretto a sottostare a una serie di compromessi con le vicine Firenze e Pisa per poter garantire alla sua contea un periodo di relativa pace. Sposato con la contessa Gemma, ebbe un figlio, Ildebrandino Novello.
Uguccione morì prima del 1152, con la reggenza della contea affidata alla vedova Gemma, in attesa della maggiore età dell'erede Ildebrandino.